# 1953-as finn labdarúgó-bajnokság (első osztály)
Az 1953-as finn labdarúgó-bajnokság (Mestaruussarja) a finn labdarúgó-bajnokság legmagasabb osztályának huszonharmadik alkalommal megrendezett bajnoki éve volt. A pontvadászat 10 csapat részvételével zajlott. A bajnokságot a VIFK Vaasa csapata nyerte.

## Bajnokság végeredménye
| #  | Csapat             | M  | Gy | D | V  | RG | KG | Pont |
| -- | ------------------ | -- | -- | - | -- | -- | -- | ---- |
| 1  | VIFK Vaasa (O) (B) | 18 | 10 | 4 | 4  | 40 | 23 | 24   |
| 2  | Jäntevä Kotka (O)  | 18 | 11 | 2 | 5  | 30 | 20 | 24   |
| 3  | KuPS Kuopio        | 18 | 9  | 3 | 6  | 32 | 25 | 21   |
| 4  | Haka Valkeakoski   | 18 | 8  | 3 | 7  | 31 | 32 | 19   |
| 5  | Pyrkivä Turku      | 18 | 8  | 2 | 8  | 38 | 29 | 18   |
| 6  | HJK Helsinki       | 18 | 7  | 3 | 8  | 28 | 22 | 17   |
| 7  | KIF Helsinki       | 18 | 6  | 4 | 8  | 28 | 28 | 16   |
| 8  | KTP Kotka          | 18 | 5  | 5 | 8  | 22 | 32 | 15   |
| 9  | VPS Vaasa (K)      | 18 | 5  | 3 | 10 | 26 | 37 | 13   |
| 10 | KaPa Kajaani (K)   | 18 | 4  | 5 | 9  | 25 | 52 | 13   |

## Külső hivatkozások
- Hivatalos honlap (finnül)
- Finnország – Az első osztály tabelláinak listája az RSSSF-en (angolul)